# دیک محدی
دیک محدی (به عربی: دیک المحدی) یک منطقهٔ مسکونی در لبنان است که در شهرستان المتن واقع شده‌است.